# عتاد (عمران)
عتاد هي إحدى قرى الجمهورية اليمنية. تتبع جغرافيا لمحافظة عمران وإداريًا لمديرية السودة. يبلغ تعداد سكانها 997 نسمة حسب الإحصاء الذي أجري عام 2004.